# John Nash (artiste)
Pour les articles homonymes, voir John Nash.
John Northcote Nash (11 avril 1893 – 23 septembre 1977) est un peintre britannique, en particulier de paysages et de natures mortes, ainsi qu'un graveur sur bois et illustrateur, spécialisé en botanique.

## Biographie

### Premières années
John Nash naît à Londres. Il est le fils cadet du juriste William Harry Nash, qui a siégé comme juge à Abingdon. Sa mère vient d'une famille possédant de longue date une tradition de service dans la marine royale anglaise. Mentalement fragile, elle meurt dans un asile psychiatrique en 1910. Il a un frère cadet, Paul, et une sœur, Barbara, qui choisira le métier de jardinier.
En 1901, la famille déménage à Iver Heath, Buckinghamshire. Paul est scolarisé à Langley Place à Slough puis au Wellington College, Berkshire. John aime particulièrement la botanique, mais cherche sa voie. Tout d'abord, il travaille en 1910 en tant que reporter dans un journal nommé Middlesex and Berkshire Gazette. Son frère Paul devient étudiant à la Slade School of Fine Art la même année, et grâce à lui, John rencontre Claughton Pellew et Dora Carrington.
John Nash est un artiste autodidacte encouragé par son frère à développer ses compétences de dessinateur. Ses premières œuvres sont des aquarelles, et représentent des scènes bibliques, des dessins comiques et des paysages. Il a beaucoup de succès en 1913 lors d'une exposition avec Paul à la Dorien Leigh Gallery, de Londres et on lui propose de devenir un membre fondateur du groupe de Londres (The London Group) en 1914. Il a eu une influence déterminante sur le travail de l’artiste Dora Carrington (dont il était amoureux), et certains des travaux de cette dernière lui ont été faussement attribués dans le passé.

### Première Guerre mondiale

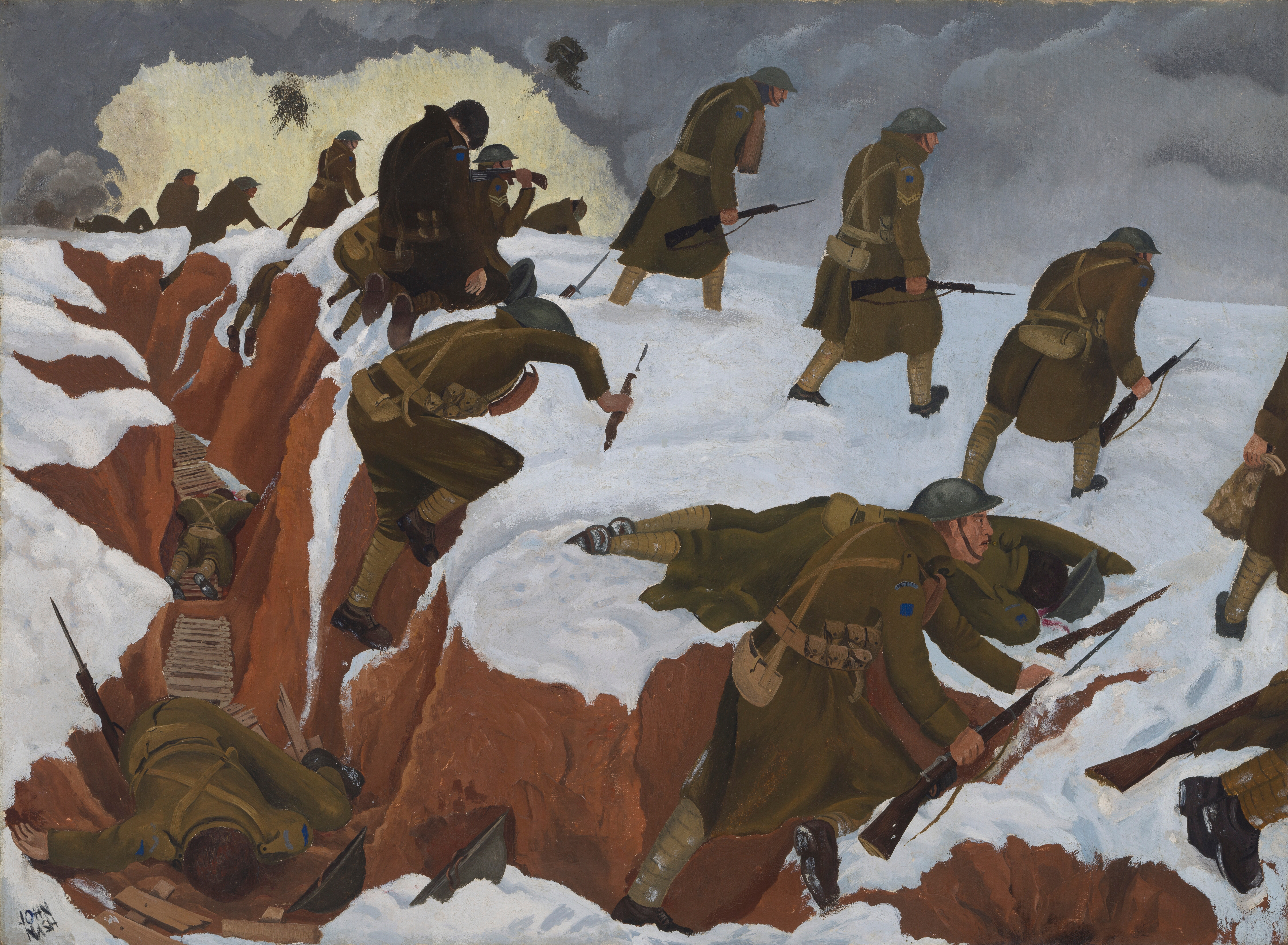
Over The Top, (1918).

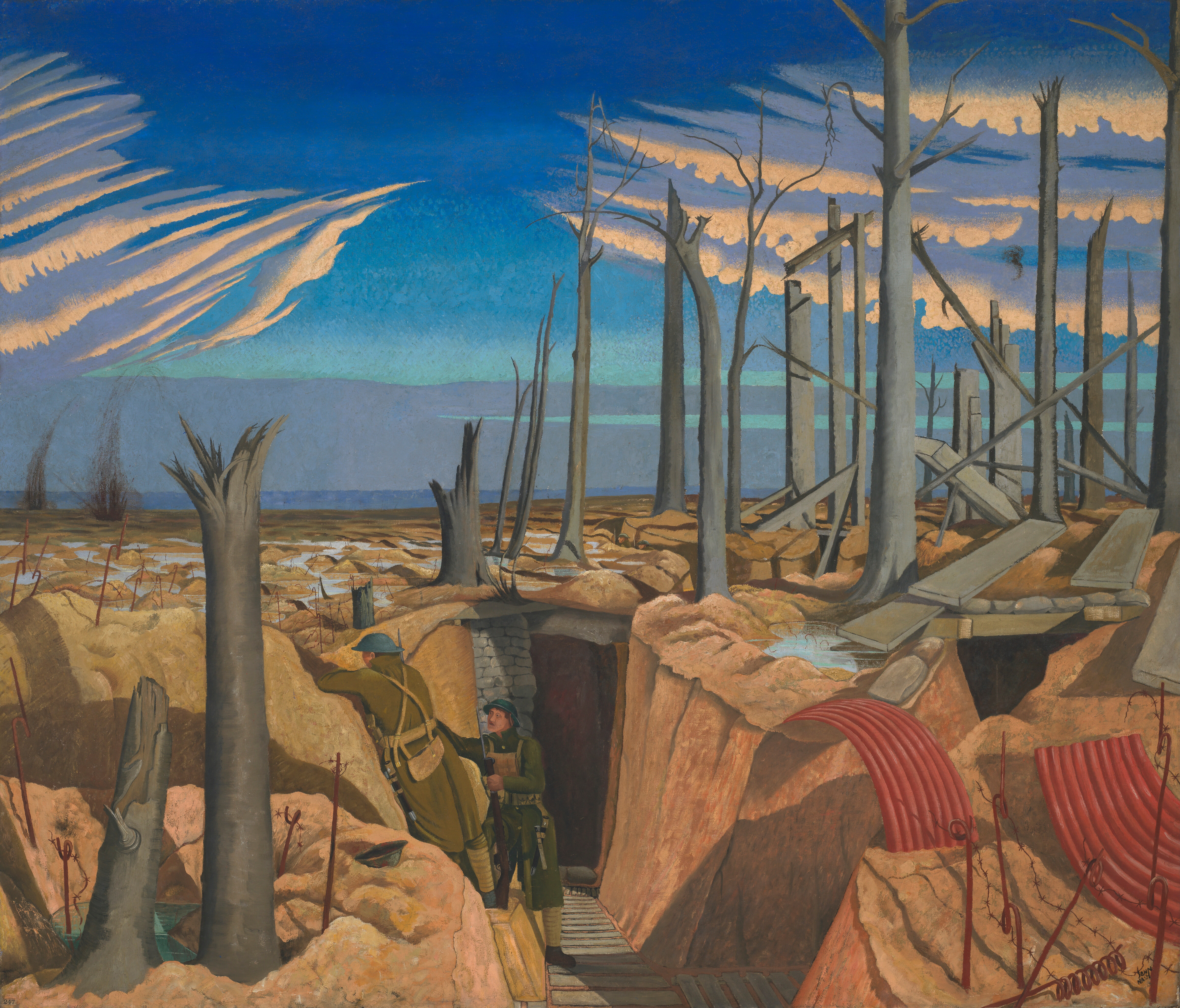
Oppy Wood, 1917, Evening.

En 1914 John Nash débute en peinture à l'huile, encouragé par Harold Gilman dont le savoir faire impressionnant lui inspire ses meilleurs paysages. En 1915, Nash rejoint Gilman dans le groupe de Robert Bevan, Cumberland Market Group. En mai, il expose avec Gilman, Charles Ginner et Bevan à la Goupil Gallery.
La santé de Nash l'empêche de s'engager au début de la Première Guerre mondiale. Pourtant, de novembre 1916 à janvier 1918, il sert dans le régiment des Artists' Rifles. C'est l'unité que son frère a rejoint deux ans plus tôt, en 1914, avant qu'il soit affecté au Royal Hampshire Regiment en tant que sous-lieutenant. John Nash sert comme sergent lors des batailles de Passendaele et de Cambrai. Sur recommandation de son frère, John Nash travaille officiellement comme artiste de guerre à partir de 1918.
La plus célèbre peinture de Nash composée durant cette époque est Over the top (huile sur toile, 79,4 x 107,3 cm), à présent conservée à l'Imperial War Museum. C'est la représentation d'une contre-attaque au pont de Welsh le 30 décembre 1917, au cours de laquelle le premier bataillon des Artists's Rifles quitte ses tranchées et progresse en direction de Marcoing près de Cambrai. Sur 80 hommes, 68 sont tués ou blessés dès les toutes premières minutes. Nash est l'un des 12 survivants du bombardement et il peint ce tableau 3 mois après. Le Champ de blé (The Cornfield) conservé à la Tate Gallery est le premier tableau de Nash dont le thème n'est pas en rapport avec la guerre. Le tableau avec sa vue ordonnée du paysage et le traitement géométrique des meules de blé annonce l’œuvre de son frère Paul, The Equivalents for the Megaliths. John rapporte que son frère et lui peignaient pour leur plaisir seulement après 18 heures, une fois que leur travail d'artiste de guerre était terminé pour la journée, d’où les longues ombres projetées par le soleil du soir au centre du tableau.

### Carrière après-guerre
John Nash épouse en mai 1918 une amie de Carrington, Dorothy Christine Kühlental. Elle est la fille d'un chimiste allemand installé à Gerrards Cross, Buckinghamshire. Il a étudié à Slade. Leur fils unique William naît en 1930 ; il est tué en 1935 dans un accident de voiture à l'âge de quatre ans.
De 1918 à 1921, Nash vit à Gerrard Cross d'où il part en excursions d'été vers les Chiltern Hills et dans le Gloucestershire. En 1919 il devient membre du New English Art Club puis, en 1921, devient le premier critique d'art pour The London Mercury. Il déménage à Meadle, près des Princes Risborough, également dans le Buckinghamshire, en 1921, qui demeure son habitation principale jusqu'en 1944. Il visite fréquemment la vallée de la Stour, entre l'Essex et le Suffolk, où il achète un chalet d'été.

Après la Première Guerre mondiale, les efforts de Nash se concentrent principalement sur la peinture de paysages. L’historien d’art Eric Newton (en) dit à son sujet que : 

« s’il aurait voulu faire comprendre à un étranger l’essence des paysages typiques anglais, il lui aurait montré les meilleures aquarelles de John Nash. »

Cependant les émotions qui concernent la guerre continuent de le hanter pendant de nombreuses années, et cela transparaît dans ses peintures de paysages. C’est particulièrement évident dans Le Fossé, Grange Farm, Kimble, (The Moat, Grange Farm, Kindle) une huile sur toile qu’il expose en 1922. Dans ce paysage inquiétant, les arbres et leurs branches tortueuses encadrent entièrement la surface du tableau. Les subtiles couleurs sombres et la lumière du soir communiquent à la peinture une atmosphère claustrophobe. Ce tableau, réalisé quelques années après la guerre, se distingue par la sombre désolation que suggère la profonde introspection qui pour beaucoup a suivi les dévastations de la guerre. Bien qu’il ait un grand amour de la nature, John Nash utilisait souvent des sujets naturels pour transmettre des pensées puissantes et sensibles sur la condition humaine. Il entretient une forte amitié avec l’écrivain Ronald Blythe, qui dédicace son célèbre livre Akenfield à l’artiste, et qui partage avec lui son amour des forêts sauvages où les arbres tombés créent leur propre chaos.
En 1923, John Nash devient membre de la Société anglaise moderne de l’aquarelle (Modern English Water-colour Society). En 1923 il travaille à Dorset et en 1924 à Bath et Bristol. De 1924 à 1929 il enseigne à l'École Ruskin de dessin et des beaux-arts d’Oxford (The Ruskin School of Drawing and Fine Art). En 1927, il écrit et illustre un livre sur les Plantes vénéneuses. De 1934 à 1940 il enseigne au Collège Royal d’Art de Londres (Royal College of Art), travaillant la gravure sur bois et la lithographie. En 1939 il visite la péninsule de Gower près de Swansea — première de ses nombreuses visites à Gower et dans d’autres parties du pays de Galles.
John Nash est aussi un graveur de talent. Il est membre fondateur en 1920 de la Société des graveurs sur bois (Society of Wood Engravers). Il réalise dans un premier temps des gravures sur bois pour illustrer des périodiques littéraires, puis de plus en plus des illustrations pour des livres produits par des maisons d’édition. Ceci comprend les Instructions aux domestiques de Johnathan Swift (Golden Cockerel Press, 1925) et le Calendrier des bergers d’Edmund Spenser (Cresset Press, 1930). Son intérêt pour les sujets botaniques apparaît dans ses illustrations pour l’ouvrage de Gathorne-Hardy Fleurs sauvages de Grande-Bretagne (Batsford, 1938).

### Vie ultérieure
Au début la Seconde Guerre mondiale, Nash sert dans le Corps des observateurs (Observer Corps), et il s’installe à l’Amirauté en 1940 en tant qu'artiste de guerre officiel avec rang de capitaine dans les Royal Marines. Il est promu major par intérim en 1943. Il renonce à ses fonctions en novembre 1944.
Après la guerre, il vit à Wormingford dans l’Essex. Il rejoint l’équipe du Royal College of Art en 1945 et continue à enseigner là-bas et après au centre d’études de Flattord Mill. Dans l’Essex, John Nash enseigne à l’école d’art de Colchester et en 1946, avec Henry Collins, Cedric Morris, Left Haines et Roderic Barrett, il devient un des membres fondateurs de la Société d’art de Colchester (Colchester Art Society) et par la suite le président de cette Société.
Nash transmet sa bibliothèque personnelle et plusieurs de ses peintures et de ses gravures à l’institution The Minories, à Colchester qui vendra par la suite à plus grosse partie de ce matériel à la Tate Gallery,. Il devient membre associé de la Royal Academy en 1940 et membre à part entière en 1951. Il est promu commandeur de l’ordre de l'Empire britannique en 1964. L’exposition rétrospective de son œuvre à la Royal Academy en 1967 est la première organisée pour un peintre vivant.
Nash souffre d’une forme sévère d’arthrose dans ses dernières années. Sa femme meurt en 1976. Ils ont été mariés pendant plus de 58 ans. Nash meurt le 23 septembre 1977, à Colchester. Ils sont tous deux enterrés à St Andrew’s, Wormingford, Essex.